# Halle à marée

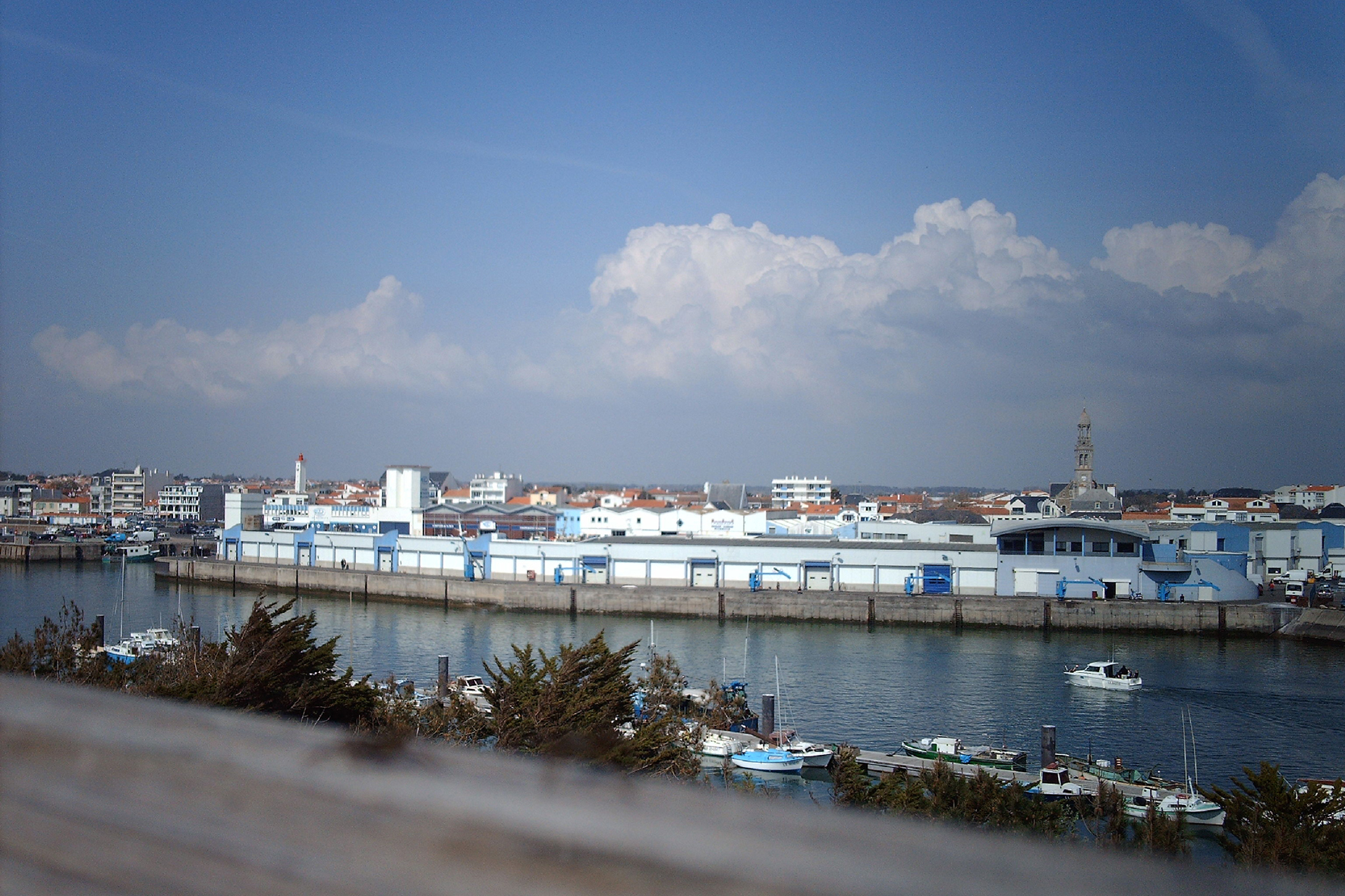
Halle à marée de Saint-Gilles-Croix-de-Vie.

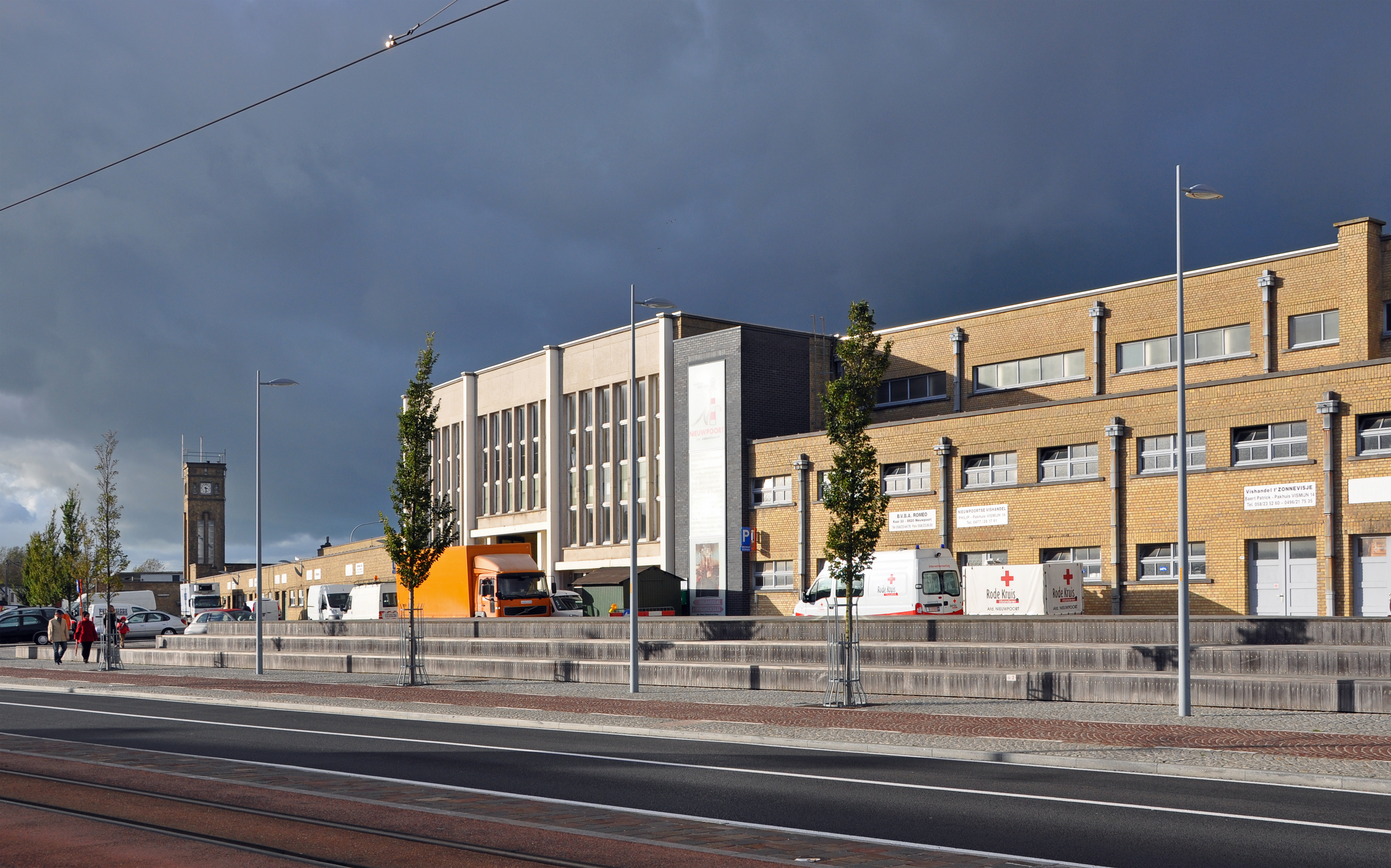
La minque de Nieuport en Belgique

La halle à marée, plus communément appelée criée, centre de marée ou encore minque, est le lieu de première mise en marché du poisson, lorsqu'il est débarqué dans le port de pêche. La vente du poisson à la criée, au plus offrant, est une tradition qui remonte à l'Antiquité.
Dans l'Union européenne, la halle à marée est le lieu où s'effectuent :
- le débarquement des bateaux de pêche ;
- le tri des produits, selon les normes européennes ;
- la vente aux enchères des lots aux mareyeurs et aux poissonniers[2] ;
- le filetage, le conditionnement, l'expédition, et parfois même la transformation du poisson[3].

Les horaires des ventes varient selon les ports et les espèces vendues. La vente est informatisée.

## Belgique
En Belgique, plusieurs minques sont encore en activité, notamment celles de Nieuport, d'Ostende ou de Zeebruges. La pêche journalière s'y vend tous les matins de cette manière depuis des siècles.

## France
Il y a en France 65 ports de pêche, dont 42 disposent d'une halle à marée. Présidée par Yves Guirriec, l’Association des directeurs et responsables de halles à marée de France (ADRHMF) regroupe les directeurs et responsables de ces structures.
| Port                | Tonnage | Variation | Valeur (milliers €) | Variation | Prix moyen | Variation |
| ------------------- | ------- | --------- | ------------------- | --------- | ---------- | --------- |
| Le Guilvinec        | 17 924  | 0 %       | 62 840              | - 5 %     | 3,51 €     | - 4 %     |
| Lorient             | 18 109  | 7 %       | 56 159              | - 2 %     | 3,10 €     | - 8 %     |
| Boulogne-sur-Mer    | 26 699  | - 4 %     | 51 933              | - 7 %     | 1,95 €     | - 2 %     |
| Les Sables-d'Olonne | 7 128   | 10 %      | 34 537              | 1 %       | 4,85 €     | - 8 %     |
| Erquy               | 12 283  | 4 %       | 32 094              | 2 %       | 2,61 €     | - 2 %     |

| Port             | Tonnage | Variation | Valeur (milliers €) | Variation | Prix moyen | Variation |
| ---------------- | ------- | --------- | ------------------- | --------- | ---------- | --------- |
| Boulogne-sur-Mer | 4 353   | 3 %       | 12 986              | - 8 %     | 2,98 €     | - 11 %    |
| Lorient          | 1 997   | - 10 %    | 4 484               | - 12 %    | 2,25 €     | - 2 %     |
| Le Guilvinec     | 357     | 21 %      | 1 278               | 5 %       | 3,58 €     | - 13 %    |
| Roscoff          | 299     | - 17 %    | 1 174               | - 34 %    | 3,93 €     | - 20 %    |
| Granville        | 277     | 10 %      | 819                 | - 1 %     | 2,96 €     | - 10 %    |